# مر خرل
مر خرل یا مر خریل (به کردی: مه‌ڕ خه‌ره‌ل یا مه‌ڕ خه‌ره‌یل) غاری مربوط به دوران پارینه‌سنگی میانی، جدید و فراپارینه سنگی است و در محوطه تاریخی، فرهنگی بیستون در شمال شرق کرمانشاه واقع شده و این اثر در تاریخ ۱۹ اسفند ۱۳۸۰ با شمارهٔ ثبت ۴۸۸۵ به‌عنوان یکی از آثار ملی ایران به ثبت رسیده است.
این غار توسط پروفسور فیلیپ اسمیت، باستان شناس کانادایی کاوش شد و بعدها بقایای جانوری به دست آمده از آن توسط دکتر برایان هس و دکتر مرجان مشکور مطالعه شد. ابزارهای سنگی به دست آمده نیز که در موزه ملی ایران و موزه دانشگاه مونترال کانادا نگهداری می شود توسط دکتر سونیا شیدرنگ مطالعه شده است.
آثار سکونت دوران پارینه سنگی در این غار مربوط به حدود ۶۰ هزار سال پیش تا حدود ۱۲ هزار سال پیش است.